# Coenosia trichocnema
Coenosia trichocnema este o specie de muște din genul Coenosia, familia Muscidae, descrisă de Stein în anul 1913.
Este endemică în Madagascar. Conform Catalogue of Life specia Coenosia trichocnema nu are subspecii cunoscute.